# Andel (Côtes-d'Armor)
Andel is een gemeente in het Franse departement Côtes-d'Armor (regio Bretagne). De gemeente telde 1.170 inwoners op 1 januari 2022.

## Geografie
De oppervlakte van Andel bedroeg op 1 januari 2022 12,2 vierkante kilometer; de bevolkingsdichtheid was toen 95,9 inwoners per km².
De onderstaande kaart toont de ligging van Andel met de belangrijkste infrastructuur en aangrenzende gemeenten.

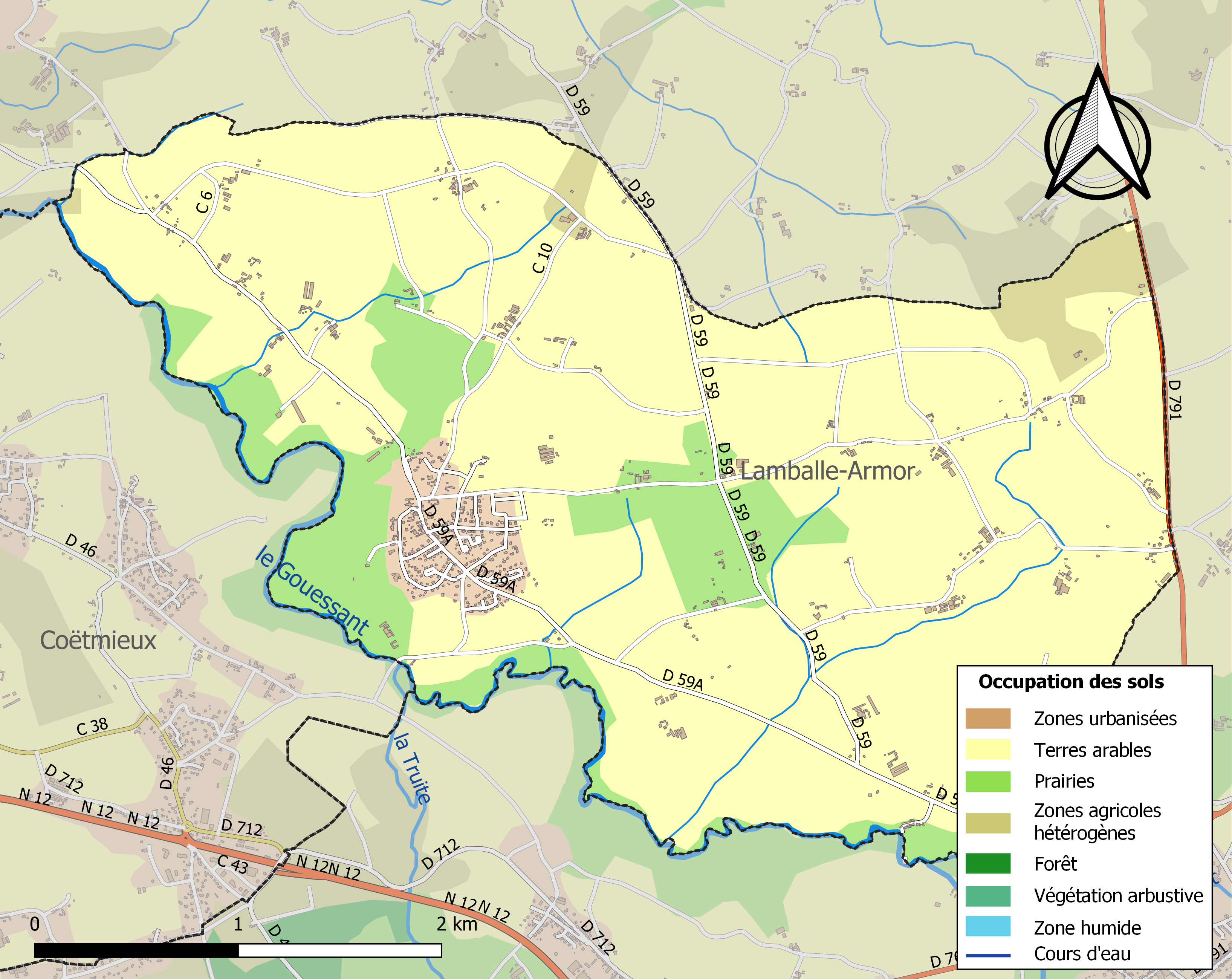

## Demografie
Onderstaande figuur toont het verloop van het inwonertal (bron: INSEE-tellingen). 